# Flugzeugkollision von Charkhi Dadri
Der Zusammenstoß einer Boeing 747 der Saudi Arabian Airlines auf dem Saudi-Arabian-Airlines-Flug 763 und einer Iljuschin Il-76 der Kazakhstan Airlines auf dem Kazakhstan-Airlines-Flug 1907 ereignete sich am 12. November 1996 über der Stadt Charkhi Dadri in Haryana, Indien. Es war mit 349 Opfern die bislang folgenschwerste Flugzeugkollision in der Luft. Bei dem Flugunfall gab es die viertmeisten Todesopfer in der Geschichte der Luftfahrt.

## Verlauf

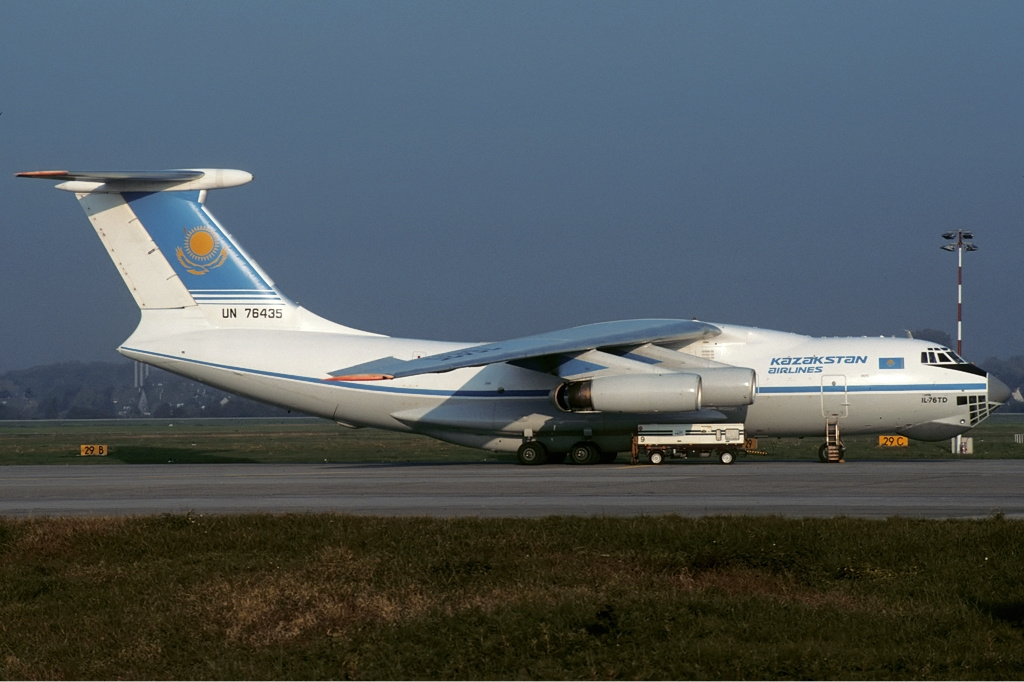
Die Iljuschin Il-76TD

Die Boeing 747 auf dem Saudi-Arabian-Airlines-Flug 763 startete am 12. November 1996 um 18:32 Uhr Ortszeit auf dem Indira Gandhi International Airport in Delhi. An Bord der Maschine befanden sich 312 Personen, überwiegend in Saudi-Arabien beschäftigte Inder. Ziel des Fluges war die saudische Stadt Dhahran. Zum gleichen Zeitpunkt befand sich die in Schymkent gestartete Kazakhstan-Airlines-Maschine (Flug 1907) im Landeanflug auf den Flughafen von Delhi. An Bord der Iljuschin Il-76 befanden sich zehn Besatzungsmitglieder und 27 Passagiere.
Als sie sich 40 Kilometer vor dem Flughafen befanden, erhielten die Piloten der kasachischen Maschine die Anweisung, auf 15.000 Fuß Höhe zu sinken. Die ihnen entgegenkommende Boeing sollte gleichzeitig auf 14.000 Fuß steigen. Um 18:40 Uhr Ortszeit meldeten die Piloten der Iljuschin das Erreichen der vorgegebenen Flughöhe. Tatsächlich befanden sie sich bei anhaltendem Sinkflug bereits auf 14.500 Fuß. Der zuständige Fluglotse warnte die Piloten daraufhin vor dem entgegenkommenden Flugzeug. Da der Sinkflug dennoch fortgesetzt wurde, kam es zur Kollision. Durch den Zusammenstoß wurde bei der Boeing 747 ein Teil der linken Tragfläche und das linke Höhenruder abgerissen und sie geriet in einen unkontrollierbaren Spiralsturz, bei dem das in Brand geratene Flugzeug  mit einer Geschwindigkeit von 612 Knoten (ca. 1135 km/h) über dem Boden zerbrach, während die Iljuschin unkontrolliert, aber weitgehend intakt, aufschlug. Es gab keine Überlebenden.

## Flugunfalluntersuchung
Der genaue Grund für die Nichteinhaltung der Flughöhe konnte nie ermittelt werden. Die Untersuchung ergab, dass der Funkverkehr mit der kasachischen Maschine über einen von den Piloten entfernt sitzenden Funker geführt wurde. Außerdem zeigten die Cockpitinstrumente die Flughöhe nicht in Fuß, sondern in Metern an. Die vom Funker übermittelten Höhenangaben mussten daher jeweils umgerechnet werden. Die Iljuschin verfügte über kein Kollisionswarngerät.
Als weitere Faktoren, die zu dem Unfall beigetragen haben, werden zum einen mangelnde Englischkenntnisse der Besatzung genannt, andererseits eine zu laxe Dienstauffassung und mangelnde Disziplin.
Da ein Großteil des Luftraums dem Militär vorbehalten war, mussten an- und abfliegende Maschinen durch denselben Luftkorridor geführt werden. Der Flugsicherung stand dabei nur eine veraltete Radaranlage zur Verfügung, die die Position, aber nicht die Höhe der Flugzeuge anzeigte. Dem Fluglotsen war es daher nicht möglich, die Einhaltung der vorgegebenen Flughöhen zu überwachen.